# Sechiopsis tetraptera
Sechiopsis tetraptera är en gurkväxtart som beskrevs av J.V.A. Dieterle. Sechiopsis tetraptera ingår i släktet Sechiopsis och familjen gurkväxter. Inga underarter finns listade i Catalogue of Life.